# Palacio de Torres Cabrera (Córdoba)
El palacio de Torres Cabrera, también llamado palacio de los condes de Torres Cabrera, está situado en una extensa manzana en el centro histórico de Córdoba, España. Pertenece al tipo de casa-palacio solariega. Su construcción responde al estilo barroco del siglo XVI, pero en el siglo XIX se le hacen algunas reformas añadiéndosele decoraciones propias del eclecticismo.

## Historia
La construcción del palacio comenzó durante el siglo XVII y aparece ligado a Andrés Fernández de Córdoba y Cabrera, II conde de Torres Cabrera. Dos siglos después, alrededor de 1847, el IX conde, Ricardo Martel y Fernández de Córdoba, se encargará de remodelar completamente el antiguo edificio en estilo de villa italiana, dándole la estructura que tiene actualmente. Una de las habitaciones más interesantes es la Sala del Trono, construida en 1877 expresamente por el conde para la visita del rey Alfonso XII a la ciudad, en cuyo palacio se hospedería. Otras de las personalidades que visitaron el palacio fueron el también rey Alfonso XIII, los reyes de Jordania Husein I y Dina bint 'Abdu'l-Hamid, el político Antonio Cánovas del Castillo, el poeta Antonio Fernández Grilo, los duques de Montpensier y el aristócrata Ramón María Narváez.
En el año 1935 la propiedad se alquila a las Hermanos Maristas para instalar en ella el colegio Cervantes; sin embargo, en noviembre de 1940, el palacio es vendido a Rafael Cruz-Conde, quien da de plazo hasta 1942, ya que pretenden instalarse en el hogar. Desde entonces ha estado vinculado continuamente a la familia Cruz Conde, hasta que en 2017 se pone en venta por doce millones de euros.

## Descripción
La entrada se realiza a través de un jardín protegido por una verja de fundición. Se accede al interior del inmueble mediante un pórtico adintelado de tres vanos divididos por dobles columnas a cada lado sobre pedestales que soportan un pretil de terraza que a su vez se apoya lateralmente en los cuerpos salientes del edificio. Desde el citado pórtico se llega a tres arcos cubiertos con reja, siendo el central la puerta de entrada, esta da paso a un espacio rectangular que comunica con el patio principal de estilo barroco, el cual presenta planta rectangular y un alzado de dos pisos.
Está rodeado en la zona baja con arquerías de medio punto en ladrillo, sobre columnas toscanas en piedra blanca que descansan sobre plintos de piedra negra. La citada galería se encuentra cerrada, presentando vanos adintelados en cada frente del arco en cuyo tímpano se instalaron restos de un mosaico romano. Sobre dicha arquería se sitúa una imposta de ladrillo que divide las dos plantas. Esta presenta un placaje colgante situado sobre las enjustas de los arcos.
La planta alta está compuesta de galería cerrada con balcones dispuestos en eje con los arcos de medio punto de la zona baja. Dichos balcones están enmarcados con pilastras de ladrillo y baquetón acodado y blanqueado al igual que el resto del paramento. En el centro del patio se encuentra una fuente de perímetro octogonal y flor en mármol blanco que sirve de salteador. El mencionado patio está rodeado por una galería desde donde se accede a las diferentes salas, siendo el ala situada al este de la zona principal donde se disponen los salines más espaciosos, y el ala de poniente la dedicada al área de servicios.

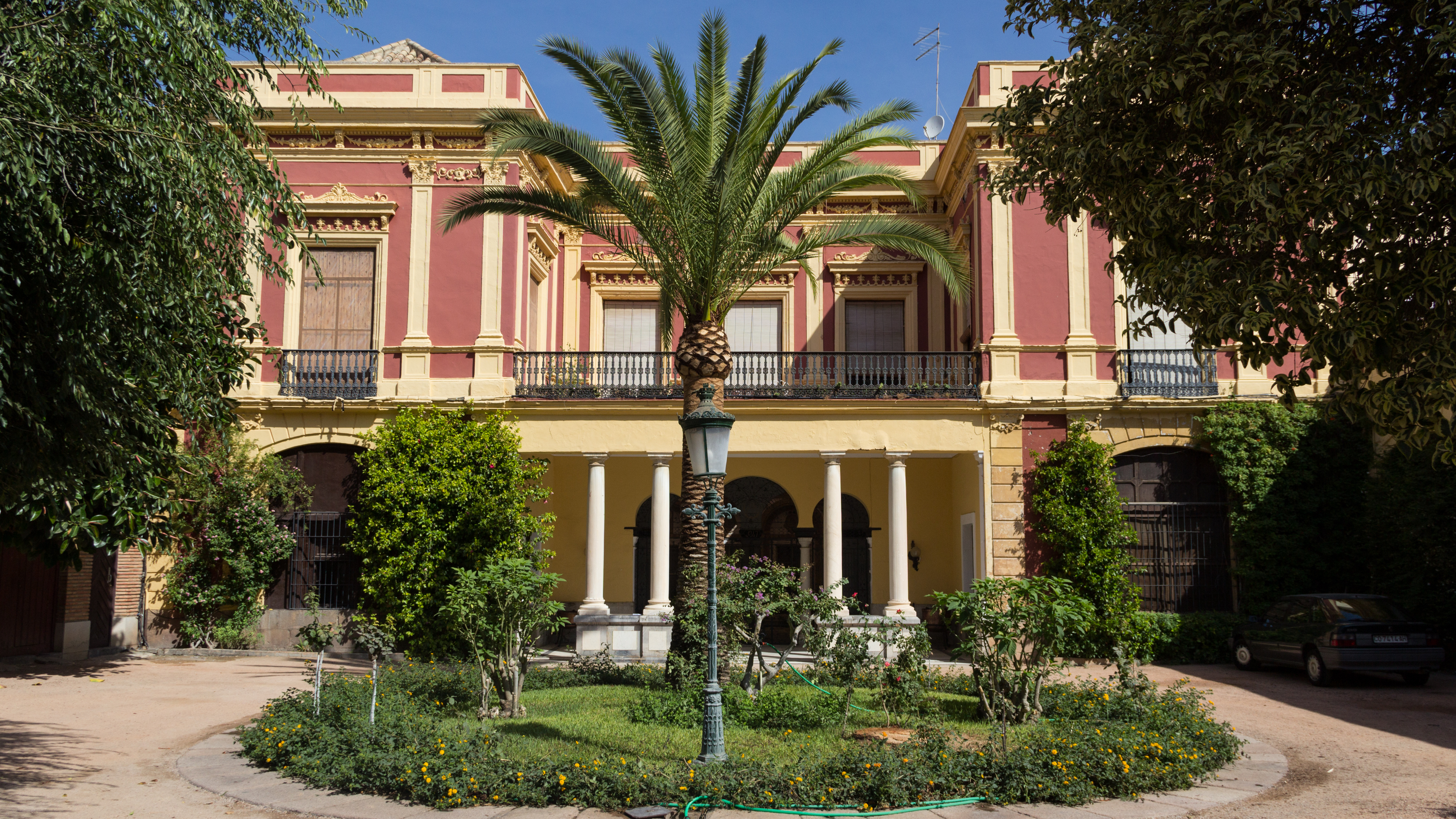
Perspectiva frontal del palacio.

La planta alta repite el esquema general de falería perimetral cerrada. En el ala oriental se encuentra el salón del trono, éste fue decorado en estilo Luis XV, por Ricardo Martel y Fernández de Córdoba. Todo el parámetro del salón se enriquece con zócalo moldurado, pintado y con paneles verticales separando los vanos de los muros. En los parámetros ciegos se disponen marcos moldurados con fondo de damasco en seda roja sobre los que destacan espejos con marcos de yesería empenachados con palmas y motivos musicales. Así como una chimenea decorativa que guarda simetría con el balcón central.
En el techo una moldura cóncava entre frisos listados portan pinturas de pequeños motivos decorativos.
La escalera está ubicada en el ala de entrada alojándose en uno de los cuerpos salientes de la fachada. Parte desde la galería que rodea el patio principal y consta de dos tramos de gran anchura con peldaños y pretil en mármol negro de Córdoba.
En la meseta intermedia se encuentra una gruesa pilastra. El desembarque superior se hace mediante dos arcos rebajados apoyados en el centro en cuatro columnillas blancas con entablamiento y pedestal en mármol negro. El intradós y frente de los citados arcos están decorados con yesería de color blanco sobre fondo de terracota. Una cúpula sobre este recinto, está dividida por ocho fajas de color ocre en cuyo interior se establecen decoraciones en rocalla, las pechinas sobre las que descansa la bóveda, presentan decoraciones en rocalla muy profusa portando un óvalo central.
El palacio presenta una fachada que parece seguir los modelos palaciegos de principios del siglo XIX. Su portada principal abierta al jardín presenta un alzado de dos plantas con dos cuerpos salientes en los laterales.
La planta baja se ordena en tres partes, las dos laterales más salientes se estructura mediante un vano cuya parte superior termina en arco muy rebajado y enmarcado, a cada lado aparece doble pilastras avitoladas y pintadas en color ocre. A modo de capitel muestran un adorno en relieve bajo la imposta, esta en forma de cornisa separa las dos plantas. La zona central adintelada, presenta columnas pareadas que dividen el vano de entrada en tres vanos que dán acceso al interior del inmueble, sobre éstos, una cornisa que termina en barandilla de balaustres sirve de antepecho a la terraza superior.
La segunda planta está estructurada mediante vanos adintelados enmarcados, portando en su lado superior decoraciones en florones de lis, cornisa y remate al modo italianizante. Dos pilastras a cada lado con capitel corintio y sobre pedestal decoran la fachada, sobre éstas un arquitrabe con entablamiento y friso de guirnaldas. Termina la fachada un ático y sotabanco sencillo que oculta el tejado.